# Tomoyasu Kamo
Pour les articles homonymes, voir Tomoyasu et Kamo.
Tomoyasu Kamo (賀茂 友康, Kamo Tomoyasu), installé en Belgique depuis 1992, est surtout connu pour avoir obtenu une étoile du Guide Michelin, pour son restaurant japonais, Kamo, à Bruxelles, en 2012. Cela fait de Tomoyasu Kamo le seul chef japonais étoilé en Belgique.

## Parcours
Arrivé en Belgique en 1992, Tomoyasu Kamo travaille pour un célèbre restaurant japonais de l'avenue Louise, où il peut perfectionner son art, avant de retourner au Japon afin de s'améliorer encore. Lorsqu'il revient en Belgique, en 2006, il ouvre son propre restaurant le 14 septembre 2007.